# Кашине Гандини (Кремона)
Кашине Гандини је насеље у Италији у округу Кремона, региону Ломбардија.
Према процени из 2011. у насељу је живело 234 становника. Насеље се налази на надморској висини од 85 м.